# Вулиця Хрульова (Севастополь)
Вулиця Хрульова (крим. Hrulöva soqaq) — вулиця в Нахімовському районі Севастополя в однойменному районі.
Названа 22 грудня 1954 року на ознаменування 100-річчя оборони Севастополя 1854—1855 років на честь Степана Олександровича Хрульова (1807—1870) — генерал-лейтенанта, одного із керівників оборони міста під час Кримської війни.